# Karl Jaberg
Karl Jaberg (* 24. April 1877 in Langenthal; † 30. Mai 1958 in Bern) war ein Schweizer Romanist, Sprachwissenschaftler und Dialektologe.

## Leben und Werk
Jaberg promovierte 1900 in Bern bei Emile Freymond über Pejorative Bedeutungsentwicklung im Französischen (in: Zeitschrift für romanische Philologie 1901, 1903, 1905). Von 1901 bis 1907 war er Lehrer in Aarau und Zürich. 1906 habilitierte er sich in Zürich bei Jakob Ulrich Über die assoziativen Erscheinungen in der Verbalflexion einer südostfranzösischen Dialektgruppe. Eine prinzipielle Untersuchung (Aarau 1906). 1907 wurde er in Bern ausserordentlicher, 1909 ordentlicher Professor für romanische Philologie, italienische Sprache und Literatur und wirkte bis 1945. Unter dem Einfluss von Jules Gilliéron (den er von 1900 bis 1901 in Paris erlebt hatte) und Hugo Schuchardt konzipierte er zusammen mit Jakob Jud den monumentalen Sprach- und Sachatlas Italiens und der Südschweiz: AIS (8 Bde., von 1928 bis 1940) (Von dem auf der Webseite NavigAIS-web eine interaktive Version zur Verfügung steht), Exploratoren: Paul Scheuermeier, Gerhard Rohlfs, Max Leopold Wagner. Von 1942 bis 1948 war Jaberg Direktor des Glossaire des patois de la Suisse romande.
Von 1928 bis 1930 war er Präsident der internationalen Société de Linguistique Romane. 1937 wurde er als korrespondierendes Mitglied in die Preußische Akademie der Wissenschaften aufgenommen.

## Weitere Werke (Auswahl)
- Sprache als Äußerung und Sprache als Mitteilung. Braunschweig 1917.
- Idealistische Neuphilologie : Sprachwissenschaftliche Betrachtungen. Heidelberg 1926.
- (zusammen mit Jakob Jud) Der Sprachatlas als Forschungsinstrument. Halle a.S. 1928.
- Aspects géographiques du langage : Conférences faites au Collège de France, Décembre 1933. Paris 1936.
- Sprachwissenschaftliche Forschungen und Erlebnisse. Paris; Zürich; Leipzig 1937.
- Sprachwissenschaftliche Forschungen und Erlebnisse : Neue Folge, hrsg. von Siegfried Heinimann. Bern 1965.